# Fachwirt für Sozialdienste
Fachwirt für Sozialdienste ist ein Fortbildungsberuf. Fachwirte für Sozialdienste arbeiten im mittleren Management von Betrieben mit sozialem Aufgabengebiet und agieren aus der Verwaltung heraus. Abzugrenzen sind sie vom Haus- und Familienpfleger, welcher eher eine Vor-Ort-Betreuung vornimmt.

## Ausbildung
Die Ausbildung zum Fachwirt für Sozialdienste ist eine dreijährige Weiterbildung, welche einen sehr guten Realschulabschluss oder Abitur, sowie eine abgeschlossene Ausbildung als Erzieher, Alten-/Krankenpfleger, Sozialassistent, Kinderpfleger, Familienpfleger oder ein Studium von mindestens vier Semestern im sozialen Bereich voraus setzt. Die Ausbildung ist durch das Aufstiegsfortbildungsförderungsgesetz förderbar, in seltenen Fällen gewährt die Bundesagentur für Arbeit eine Förderung.
Die Ausbildung umfasst die allgemein bildenden Fächer: Deutsch, Englisch, Politik und Religion/Ethik und als berufsbegleitendes Fach: Berufskunde. Als berufsbildende Fächer zählen: Sozialpädagogik, Heilpädagogik, Allgemeine Pädagogik, Kinder- und Jugendpflege, Pädiatrische Pflege, Anatomie, Krankheitslehre, Krankenpflege, Ernährungswissenschaften, Wirtschaftslehre, Methoden der Sozialpflege, Psychiatrie, Psychologie, Soziologie, Spielen und Gestaltung, Rhythmik und Bewegung, Musik, Recht (im Besonderen SGB V, VIII, IX, XI, XII), EDV, Verwaltung und Organisation.

## Einsatzbereich
Die vermittelten Qualifikationen erstrecken sich über alle Aufgaben im mittleren Management in Betrieben mit sozialem Aufgabengebiet. Beispiele für Einsatzbereiche sind die Assistenz von Pflegedienstleitung oder Einrichtungsleitung, Führung von Abteilungen oder Gruppen, eigenständiges und innovatives Arbeiten im Qualitätsmanagement sowie pflegerischer Tätigkeiten und die soziale Betreuung süchtiger, sozial oder ökonomisch deprivierter, kranker, behinderter oder von Behinderung bedrohter Menschen. Weitere Einsatzgebiete erschließen sich in Ganztagsschulen als sozialpflegerische Betreuung, in der Begleitung auf Stationen der Forensischen Psychiatrie, Justizvollzugsanstalten und Psychiatrien. 
Die sich aus diesem breiten Spektrum ergebenden Einsatzgebiete umfassen:
- Mitarbeit im Sozialdienst/Casemanagement
- die Einstellung, Einarbeitung und Führung von Mitarbeitern
- Teamleiter/Gruppenleiter
- Mitarbeit bei der Erstellung und Umsetzung neuer Konzepte
- Administrative und Verwaltungsaufgaben
- Beschäftigungstherapeutische Aufgabenfelder
- Mitarbeit in der Grundpflege und in Teilen der Behandlungspflege
- Beratung
- Betreutes Wohnen
- Frauen-, Jugend- und Behindertenarbeit